# Municipio de Tlacotepec Plumas
El municipio de Tlacotepec Plumas (en náhuatl: Tlacotl: partidura, Tepetl: cerro, ‘cerro partido’; en chocho Jna Ruñena "Junto al cerro o peña de la pluma") es un municipio de 510 habitantes situado en el Distrito de Coixtlahuaca, en el estado de Oaxaca, México.

## Historia
El origen de sus pobladores se remonta al asentamiento de un grupo chocholteca, probablemente del reinado Coixtlahuaca, actualmente este lugar se llama "El Potrero". En este lugar existen vestigios de dicho asentamiento, se han encontrado pequeñas hachas de piedra y restos de cerámica.
Posteriormente, en el reinado de Coixtlahuaca bajo el Rey Atonaltzin, fue conquistado por los mexicas bajo el reinado de Moctezuma Ilhuicamina, imponiendo nuevos nombres a los poblados y lugares, con raíces de la lengua náhuatl. A la comunidad, llamada en ese entonces Ihuitlán, le asignaron la entrega de plumas, ya que abundaban en el lugar variedades de aves de vistosos plumajes.
En 1901, por gestiones hechas por las autoridades de Ihuitlán se divide el pueblo  en dos municipios: Tlacotepec Plumas y Santiago Inhuitlán Plumas. Actualmente, las poblaciones de Tlacotepec Plumas e Ihuitlán están divididos solamente por una calle que corre de norte a sur.

## Demografía
En el municipio habitan 510 personas. El municipio tiene un grado de marginación medio.

## Organización
En el municipio se encuentran las siguientes localidades:
| Nombre de la localidad | Población 2010 |
| Tlacotepec Plumas      | 412            |
| Organal                | 60             |
| Río Garza              | 9              |
| Primera Sección        | 19             |
| Rancho Potrero         | 10             |